# Grallaricula flavirostris
El ponchito ocráceo (Grallaricula flavirostris), también conocido como gralarita ocrácea (en Ecuador), ponchito de pecho ocre, tororoi piquigualdo (en Costa Rica y Colombia) o tororoi de pecho ocráceo (en Perú), es una especie de ave paseriforme perteneciente al género Grallaricula en la familia Grallariidae. Es nativo del sur de América Central y el norte y oeste de Suramérica.

## Distribución y hábitat
Habita en el sotobosque de bosques montanos húmedos de Bolivia, Colombia, Costa Rica, Ecuador, Panamá y Perú, principalmente en los Andes, entre 800 y 2200 m s. n. m. de altitud.

## Subespecies
Según la clasificación del Congreso Ornitológico Internacional (IOC) (Versión 6.2, 2016) y Clements Checklist v.2015,  se reconocen 8 subespecies, con su correspondiente distribución geográfica:
- Grallaricula flavirostris boliviana Chapman, 1919 – sureste de Perú y norte de Bolivia (La Paz y Cochabamba);
- Grallaricula flavirostris brevis Nelson, 1912 – este de Panamá (laderas superiores del cerro Pirre);
- ''Grallaricula flavirostris costaricensis Lawrence, 1866 – Costa Rica y el oeste de Panamá (Veraguas);
- Grallaricula flavirostris flavirostris (Sclater, 1858) – este de Colombia y este de Ecuador;
- Grallaricula flavirostris mindoensis Chapman, 1925 – norte de Ecuador (Pichincha);
- Grallaricula flavirostris ochraceiventris Chapman, 1922 – Andes occidentales de Colombia;
- Grallaricula flavirostris similis Carriker, 1933 – norte y centro de Perú;
- Grallaricula flavirostris zarumae Chapman, 1922 – suroeste de Ecuador (El Oro).